# Kosheen
Kosheen is een Britse triphop-, drum-and-bass- en rockgroep, afkomstig uit Bristol. Het trio bestaat uit de producers Markee Substance (Mark Morrison uit Glasgow) en Darren Decoder (Darren Beale uit Bristol) en zangeres Sian Evans.

## Geschiedenis
Hun eerste album was Resist in september 2001, waarvan de singles "(Slip and Slide) Suicide", "Hide U", "Catch", "Hungry" en "Harder" werden uitgebracht. Hun tweede album was Kokopelli in augustus 2003, vernoemd naar de gelijknamige mythische Amerikaanse geest Kokopelli. Dit album richtte zich minder op Drum and Bass-achtige beats en meer op gitaar riffs en donkerdere teksten. Hoewel de plaat hoger scoorde in de Britse hitlijsten (plaats nummer 7 tegen plaats nummer 8 voor het album Resist) van het number 7, verkocht het veel minder.
Damage, het derde album van de groep, zou uitkomen in 2006, maar werd uiteindelijk begin 2007 uitgebracht.
De naam van de groep is een samentrekking van de Japanse woorden voor "oud" (古, geromaniseerde transliteratie: ko) en "nieuw" (新, shin).
Independence, het vierde album van de groep verscheen in oktober 2012.

## Discografie

### Albums
- Resist (2001, Moksha Records / Sony BMG (UK & ROW)/ Kinetic (alleen in VS))
- Kokopelli (2003, Moksha Records / Sony BMG (UK & ROW))
- Damage (2007, Moksha Records / Universal GmBh)
- Independence (2012, Kosheen Recordings / Ledge Productions / Sony ATV)
- Solitude (2013, Membran / EMI / Saifam)

### Ep's
- Berlin Live (4 augustus 2008, alleen via ITunes)

### Singles
- 2000 "Empty Skies" / "Hide U"
- 2000 "Catch"
- 2001 "(Slip and Slide) Suicide"
- 2001 "Hide U" (remix)
- 2001 "Catch"
- 2002 "Hungry"
- 2002 "Harder"
- 2003 "All in my head"
- 2003 "Wasting my time"
- 2004 "Avalanche"
- 2007 "Overkill"
- 2012 "Get a new one"
- 2013 "Harder they fall"

### Hitlijsten
| Single met eventuele hitnotering(en) in de Nederlandse Top 40 | Datum van verschijnen | Datum van binnenkomst | Hoogste positie | Aantal weken | Opmerkingen             |
| ------------------------------------------------------------- | --------------------- | --------------------- | --------------- | ------------ | ----------------------- |
| Hide U                                                        | 2000                  | 19-08-2000            | 4               | 16           |                         |
| Catch                                                         | 2000                  | 09-12-2000            | 16              | 11           | Dancesmash op Radio 538 |